# Emanuel Geibel

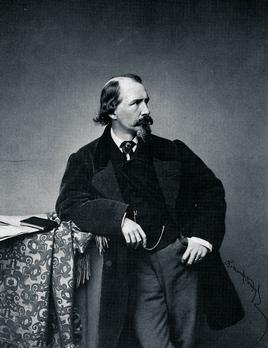
Emanuel Geibel.

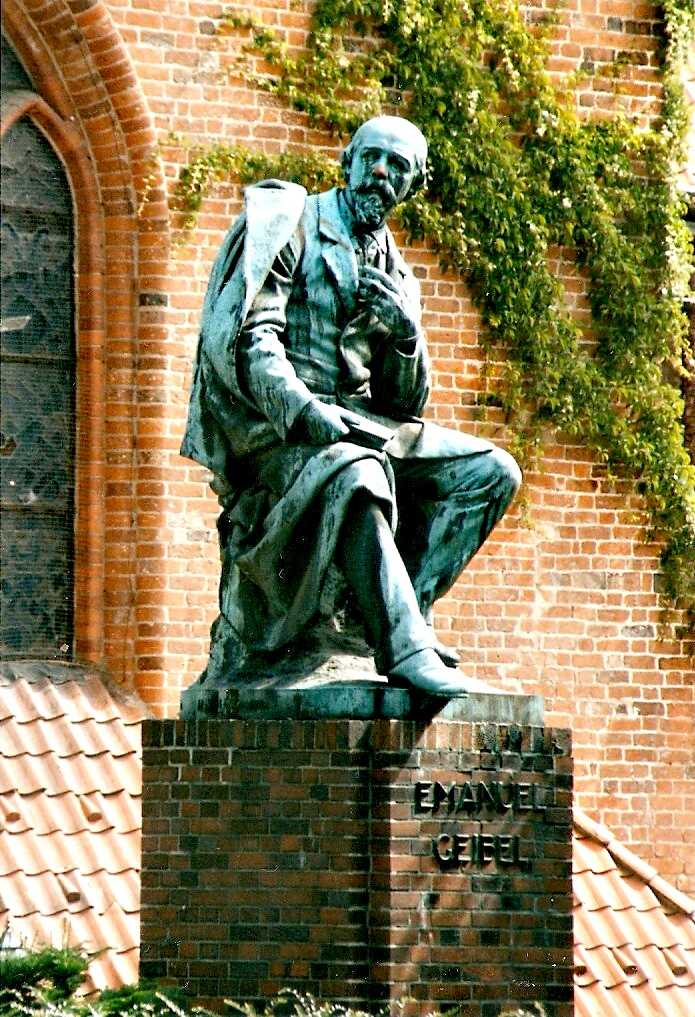
Emanuel Geibel i Lübeck.

Franz Emanuel August Geibel, född den 17 oktober 1815 i Lübeck, Tyskland, död den 6 april 1884 i Lübeck, var en författare, i första hand verksam som lyriker.
Geibel studerade först teologi, men övergick snart till klassisk och romansk filologi, och vistades 1838-39 i Aten. 1840 återvände han till Tyskland, där han samma år publicerade sin första diktsamling. I Zeitstimmen året därpå uppträdde han mot tidens liberala och revolutionära diktare, och erhöll 1843 av preussiske kungen en pension. Hans andra diktsamling, Juniuslieder, stod i konstnärligt avseende betydligt högre än hans första. 1851 kallades Geibel av den bayerske kungen till professor i estetik i München och blev snart den erkände ledaren för den diktarkrets som samlades där. Efter Maximilian II:s död begärde han avsked och återvände till Lübeck.
Geibel inspirerades av den klassicistiska skönhetskulten, men i än högre grad av romantiken vid en tidpunkt då denna redan var förlegad. Han kan därför ses som en mycket sen romantiker. Geibel lade dock mycket stor vikt vid formfulländning, mindre vid innehåll och känsla. Politiskt var han konservativ och tysk nationalist, och en del av hans verk kunde på 1900-talet utnyttjas av nazismen för propagandistiska syften.
Utöver den egna lyriken gjorde Geibel betydande tolkningar av fransk, spansk, grekisk och latinskspråkig lyrik. Han skrev också några skådespel och operalibretti men hade ingen större framgång på detta område.